# Universidad de Panamá
La Universidad de Panamá (UP) es una universidad estatal de Panamá y una de las principales del país.
Fundada en 1935, actualmente cuenta con 228 edificios en diversas partes del país para atender, según datos de 2019, una población de 73 203 estudiantes, apenas más de 4756 docentes y tres mil administrativos. La universidad imparte más de 311 carreras, en su mayoría de licenciatura. Se encuentra en el puesto 128 de la clasificación de universidades latinoamericanas QS University Rankings:2016, y en el puesto 284 de universidades latinoamericanas de la clasificación web de Universidades de Webometrics.[cita requerida]

## Historia

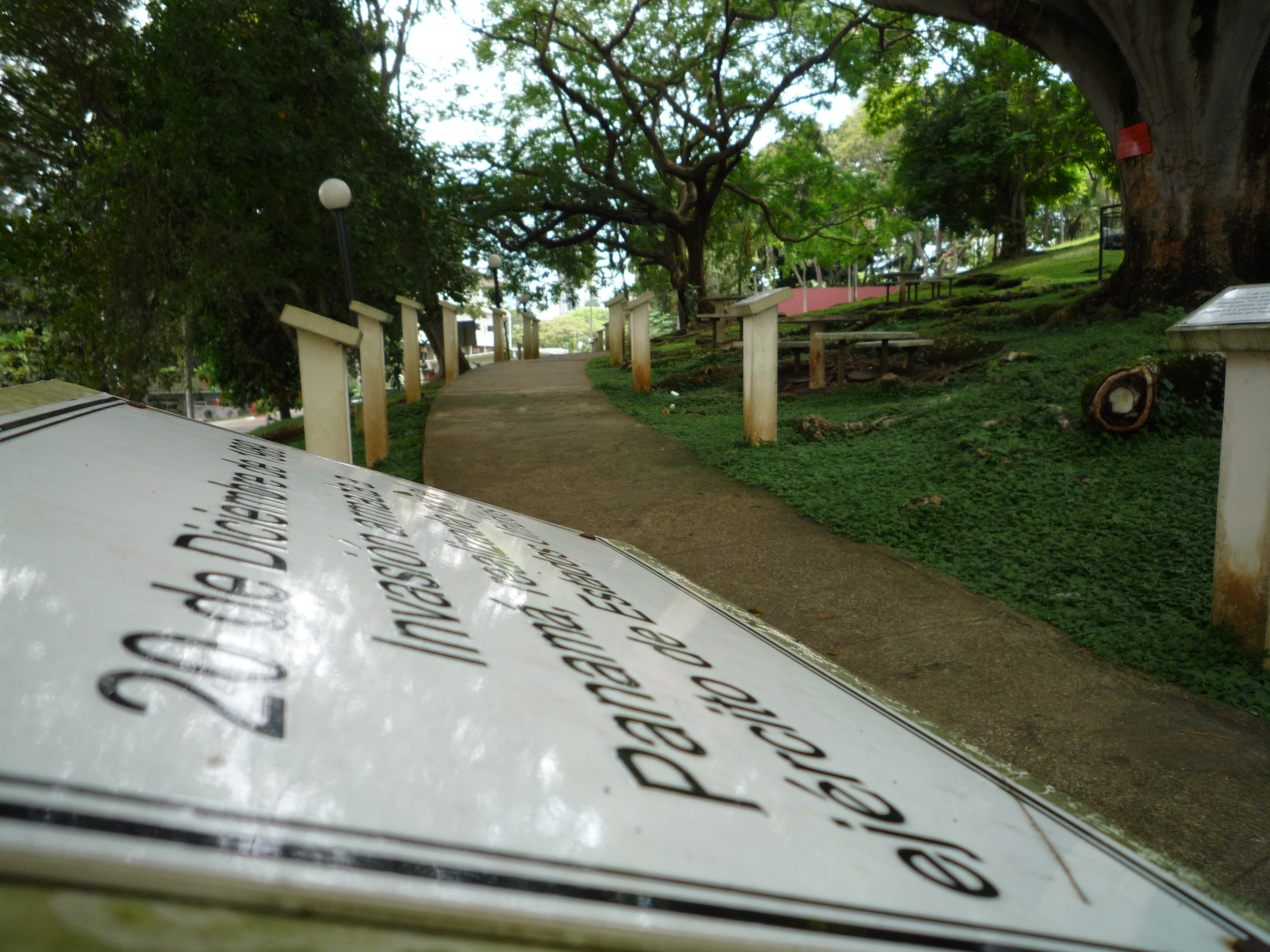
Sendero con placas conmemorativas.

La Universidad de Panamá inició su actividad el 7 de octubre de 1935, con 175 estudiantes en las carreras de Educación, Comercio, Ciencias Naturales, Farmacia, Pre Ingeniería y Derecho. Fue fundada bajo la administración del presidente de la República, Dr. Harmodio Arias Madrid, mediante decreto presidencial del 29 de mayo de 1935. Su fundador y primer rector fue el Dr. Octavio Méndez Pereira.
Inicialmente empezó a funcionar en uno de los pabellones del Instituto Nacional y no fue sino hasta 1947 que se coloca la primera piedra en el campus que ocupa actualmente en El Cangrejo,  Bella Vista, Panamá. Este campus fue diseñado por la firma de arquitectos de Ricardo J. Bermúdez, Octavio Méndez Guardia y Guillermo De Roux.  Los primeros cuatro edificios construidos fueron el de Administración y Biblioteca, Humanidades, Ingeniería y Arquitectura; y el de Laboratorio de ciencias.
Para el año 1960 se habían construido otros once edificios, entre ellos los de Bioquímica, Farmacia y Administración Pública. En esta década se suman los edificios de Odontología y de Derecho. Esta última es heredera de La Facultad Nacional de Derecho creada en 1918 mediante Decreto ejecutivo N.º 7 del 25 de enero de 1918 y de la Escuela libre de Derecho fundada en 1931 por los doctores Demetrio A. Porras y Américo Valero.
Para la década de 1970 fueron construidos 17 edificios, entre los que destacan el de las Facultades de Biología, Arquitectura e Ingeniería, otro de Humanidades, la Biblioteca Interamericana Simón Bolívar y un laboratorio especializado de análisis. Por este periodo igualmente fueron construidos los Centros Regionales de Colón, de Chiriquí y de Veraguas.
Una de las últimas adquisiciones, entre 1990 y 2000, han sido la construcción de un centro regional en Panamá Oeste y el traspaso de las instalaciones de Curundu High School  por la Autoridad de la Región Interoceánica. Estas instalaciones reciben hoy el nombre de Campus Harmodio Arias Madrid.

## Misión
Es la primera institución oficial de educación superior de la República de Panamá, con carácter autónomo. Se define su misión del siguiente modo:

La Universidad de Panamá, como universidad oficial de la República, tiene carácter popular, está al servicio de la nación panameña, sin distingo de ninguna clase, y posee un régimen de autonomía consagrado en la Constitución Política de la República de Panamá, con personería jurídica y patrimonio propio. Está inspirada, en los más altos valores humanos y dedicados a la generación y difusión del conocimiento, la investigación, la formación integral,
científica, tecnológica y humanística, dentro del marco de la excelencia académica, con actitud crítica y productiva.
Artículo 1º de la Ley 24 del 14 de junio de 2005

## Autoridades actuales
- Rector: Dr. Eduardo Flores Castro[5][6]

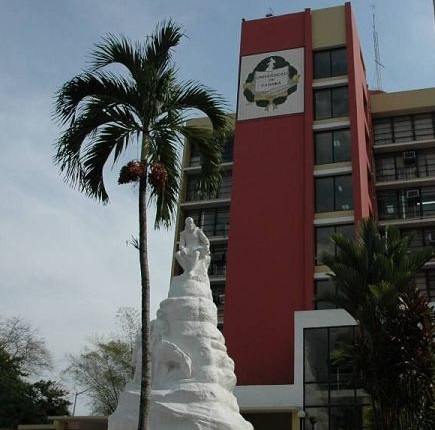
El edificio de la Administración es conocido como La Colina.

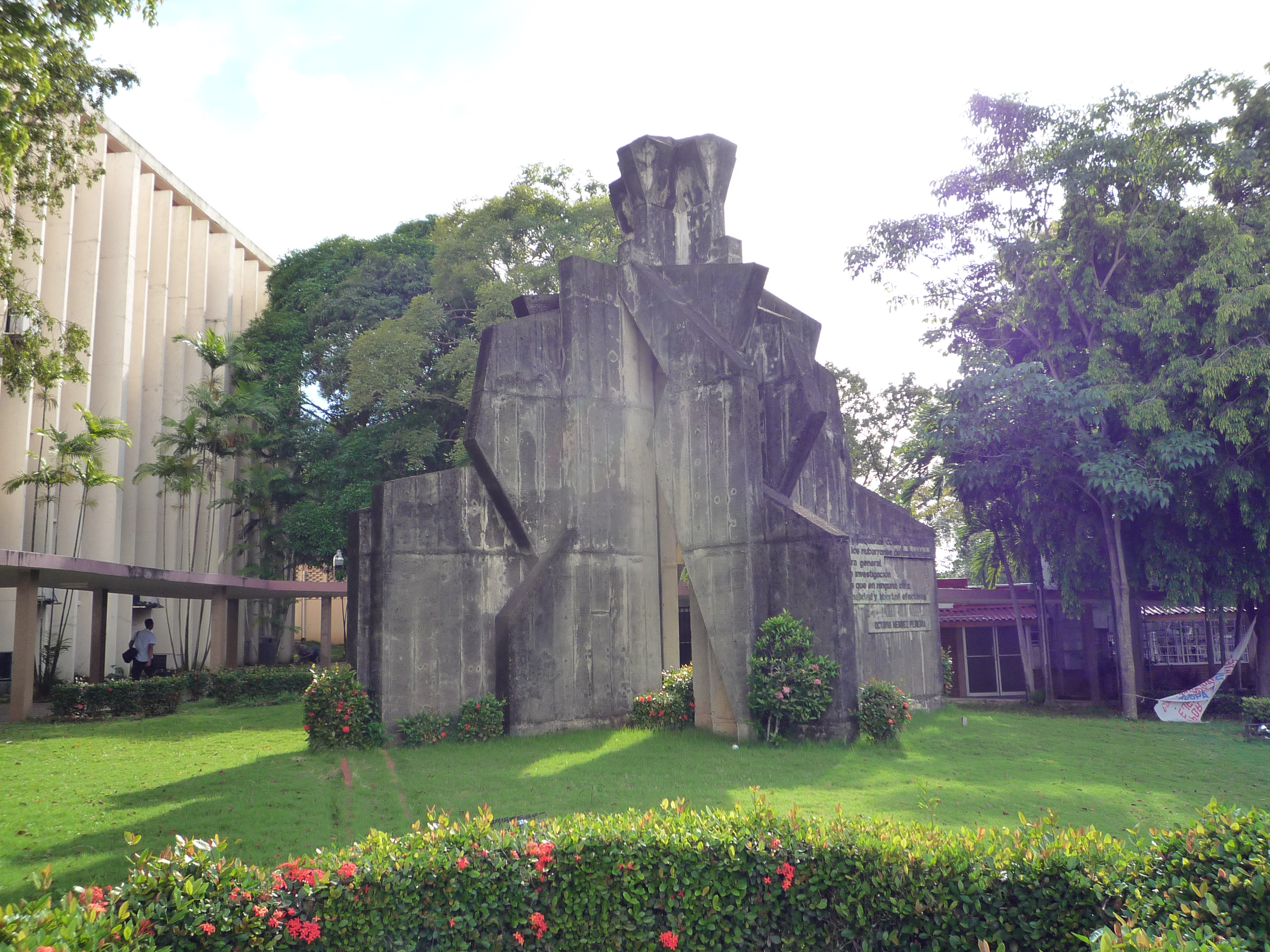
Foto de un monumento en Universidad.

- Vicerrector Académico: Dr. José Emiliano Moreno[7]
- Vicerrector de Investigación y Postgrado: Dr. Jaime Javier Gutiérrez[7]
- Vicerrector Administrativo: Mgter. Arnold Muñoz[7]
- Vicerrector de Asuntos Estudiantiles: Mgter. Mayanín Rodríguez[7]
- Vicerrector de Extensión: Mgter. Ricardo Him Chi[7]
- Director general de los Centros Regionales Universitarios: Mgter. José Luis Solís[7]
- Secretario general: Mgter. Ricardo A. Parker D.[7]

## Vicerrectorías
- Vicerrectoría Académica
- Vicerrectoría de Investigación y Postgrado
- Vicerrectoría Administrativa
- Vicerrectoría de Asuntos Estudiantiles
- Vicerrectoría de Extensión

## Institutos
- Instituto de Alimentación y Nutrición
- Instituto Centroamericano de Administración y Supervisión de la Educación (ICASE)
- Instituto Ciencias Ambientales y Biodiversidad
- Instituto de Criminología (ICRUP)
- Instituto de la Mujer (IMUP)
- Instituto del Canal
- Instituto Especializado de Negociación, Conciliación Mediación y Arbitraje
- Instituto de Tradiciones, Etnias y Culturas
- Instituto de Estudios Nacionales (IDEN)
- Instituto de Geociencias
- Instituto Pro mejoramiento de la Ganadería
- Instituto de Investigaciones Históricas (IIH-UP)
- Comité de Bioética

## Facultades
La Universidad de Panamá cuenta actualmente con 19 facultades, que según su sitio web se clasifican en 3 categorías:

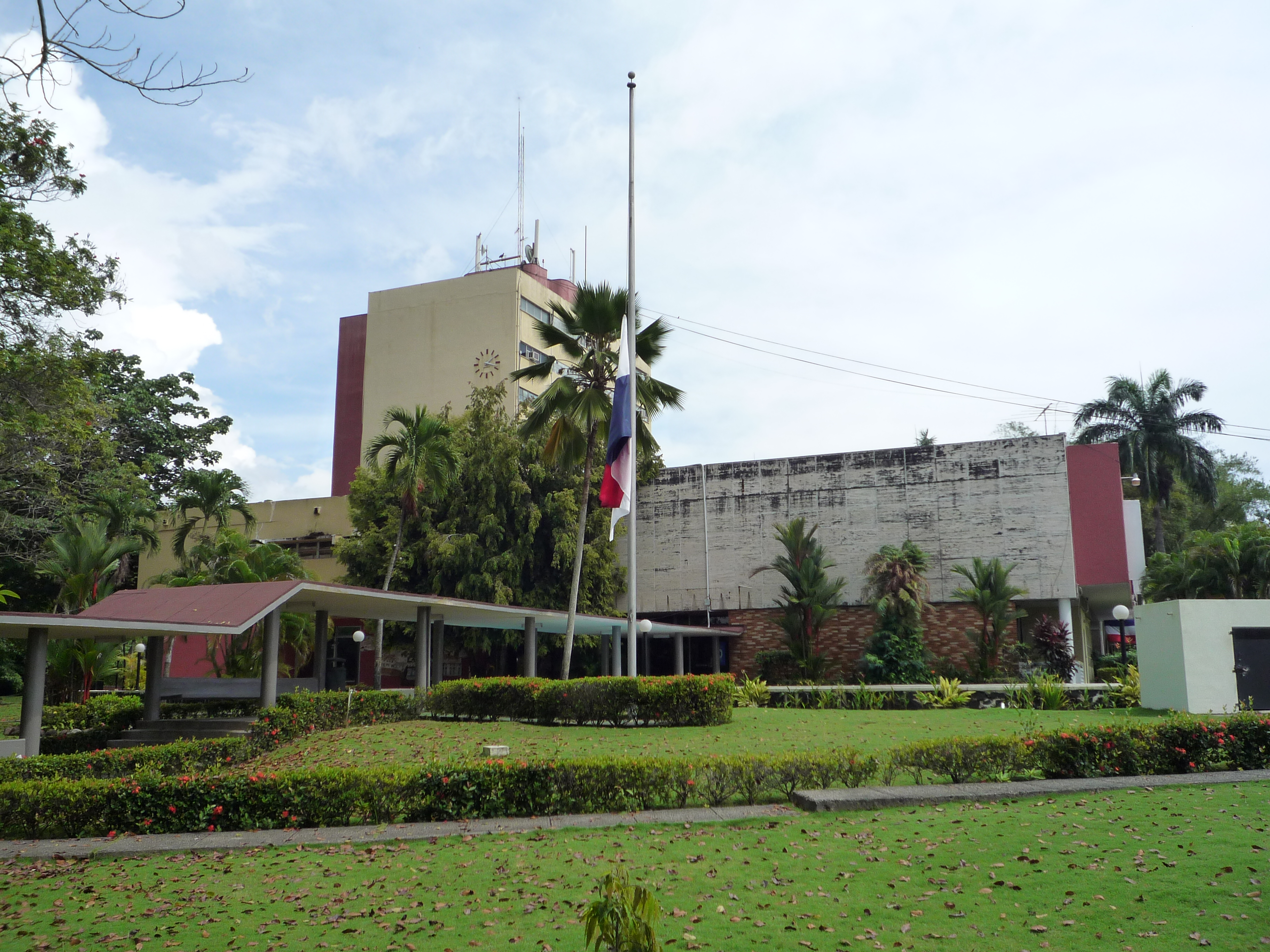
Colinas del edificio administrativo de la universidad.

- Tecnología, Ciencias Naturales Exactas y Ciencias Administrativas:
  - Administración de Empresas y Contabilidad
  - Arquitectura y Diseño
  - Ciencias Agropecuarias
  - Ciencias Naturales, Exactas y Tecnología
  - Informática, Electrónica y Comunicación
  - Ingeniería

- Ciencias Sociales y Humanísticas:
  - Administración Pública
  - Bellas Artes
  - Ciencias de la Educación
  - Comunicación Social (Relaciones Públicas, Periodismo, Protocolo corporativo, Publicidad, Producción de cine, Radio y televisión)
  - Derecho y Ciencias Políticas
  - Economía
  - Humanidades

- Ciencias de la Salud:
  - Enfermería
  - Farmacia
  - Medicina
  - Medicina Veterinaria
  - Odontología
  - Psicología

## Radio Estéreo Universidad, 107.7FM
Programación
La radioemisora brinda una extraordinaria programación diaria desde la primera casa de Estudios Superiores de Panamá, la cual incluye: programas institucionales, culturales, académicos e informativos. Se encuentra bajo una nueva adminstración para brindar una alternativa educativa y cultura en Panamá. En este año 2023 Estéreo Universidad se encuentra cumpliendo sus 37 años de fundación en beneficio de la familia universitaria y de toda la población panameña.
En este inicio del año 2023 se han alcanzando dos históricas alianzas de comunicación: con la icónica Radio France Internacional rfi y con Radio Canada Internacional rci.
Entre sus programas socioculturales encontramos: Pregonando ideas por la cultura del pueblo, el cual se transmite todos los miércoles de 1:00 a 2:00 de la tarde en vivo por el Canal de YouTube: Consultora Yanis-Orobio. Coducido y dirigido por Rebeca Yanis Orobio y Cebaldo De León Inawinapi. Este programa de radio forma parte de las diversas actividades que realiza el Grupo de Trabajo de CLACSO, GT-CLACSO: Praxis emancipatorias, bienes comunes y metodologías descoloniales alterglobales 2023-2025, coordinados desde el Eje 1: Trans-in-disciplinariedades, descolonizaciones teórico-políticas, transformaciones con pueblos, tierras y territorios de vida: Construyendo semilleros académico-populares", con el NODO: CLACSO-IDEN-UP.